# Borovak pri Podkumu
Borovak pri Podkumu je naselje v Občini Zagorje ob Savi.